# ジョゼフ・ボナパルト
ジョゼフ・ボナパルト（フランス語: Joseph Bonaparte、1768年1月7日 - 1844年7月28日）は、ナポレオン・ボナパルトの兄である。スペイン国王としてはホセ1世（スペイン語: José I, 在位：1808年 - 1813年）、ナポリ国王としてはジュゼッペ1世（イタリア語: Giuseppe I, 在位：1806年 - 1808年）。

## 生涯

### 初期の経歴
コルシカ島のコルテにおいて、カルロ・マリア・ブオナパルテとマリア・レティツィア・ラモリーノとの間に、次男（事実上の長男）として生まれる。出生時の名はジュゼッペ・ナブリオン・ブオナパルテ（コルシカ語: Giuseppe Nabulion Buonaparte）。ローマ駐在フランス全権公使などを歴任する。
1794年8月1日、ジュリー・クラリーと結婚。以下の3女を儲けた。
- ジュリー（1796年 - 1797年）
- ゼナイード（1801年 - 1854年） - 従弟シャルル・リュシアン・ボナパルトと結婚
- シャルロット（英語版）（1802年 - 1839年） - 従弟ナポレオン・ルイ・ボナパルトと結婚

フランス革命が勃発すると、革命政府によってヴィランドリー城を差し押さえられたが、後に皇帝に即位したナポレオンによってこの城を与えられた。帝政開始とともに帝国顕官大選挙人に就任。

### ナポリ王とスペイン王
1806年、ジョゼフはナポリ軍の指揮権を与えられ、直後にナポリ国王に即位した。その2年後、義弟ジョアシャン・ミュラがナポリ王位を継承し、ジョゼフはスペイン王ホセ1世となる（「ジョゼフ・ボナパルト治世下のスペイン」も参照）。ボルボン朝の内紛に乗じてフランスの影響力を強化せんとする、ナポレオン1世の意図を受けてのことであった。スペインの民はこれに反発し、即位したホセ1世を「ペペ・ボテージャ」（スペイン語: Pepe Botella、ホセの愛称形と瓶で「酔いどれホセ」の意味）と呼んだ。しばしば「ジョゼフは流暢なスペイン語を話した」といわれるが、実際にはスペイン王に即位した際に、不承不承学んだに過ぎない。
スペインにおいては堅実に国内改革に努め、異端審問の廃止、封建制廃止などの旧体制打破を目指した。それらの改革はスペインの貴族、ブルジョワジーに支持され、スペインの近代化に貢献するかに思われた。しかしその性急な改革は、聖職者や地権者などの激しい反発を呼んだ。また、旧態依然とした体制を改善する文治政治の試みは、武断政治を執るナポレオン1世によって阻害された。ホセ1世自身はスペインのゲリラとの和解を目指したが、ナポレオン1世はゲリラ征伐の態度で一貫しており、駐留フランス軍による軍事制圧とスペイン国民への弾圧を推し進めた。こうした情勢の中で、ホセ1世はスペイン国民の支持を失っていった。スペイン独立戦争が激化すると共に軍政が布かれ、ホセ1世は傀儡と化した。1813年には廃位され、ナポレオン戦争終結後は亡命を余儀なくされた。

### 晩年
1832年、甥のナポレオン2世が死去した際には、ボナパルティストによってフランス皇帝に擬せられた。
1844年、フィレンツェにおいて76歳で没した。遺体はパリのオテル・デ・ザンヴァリッドに葬られた。

## 人物
- ナポレオンは兄弟たちをフランスのフリーメイソンの高位職につけた。ジョゼフはフランス・グラントリアン（フランス語版）のグランドマスターに就任している[1]。

## 外部リンク

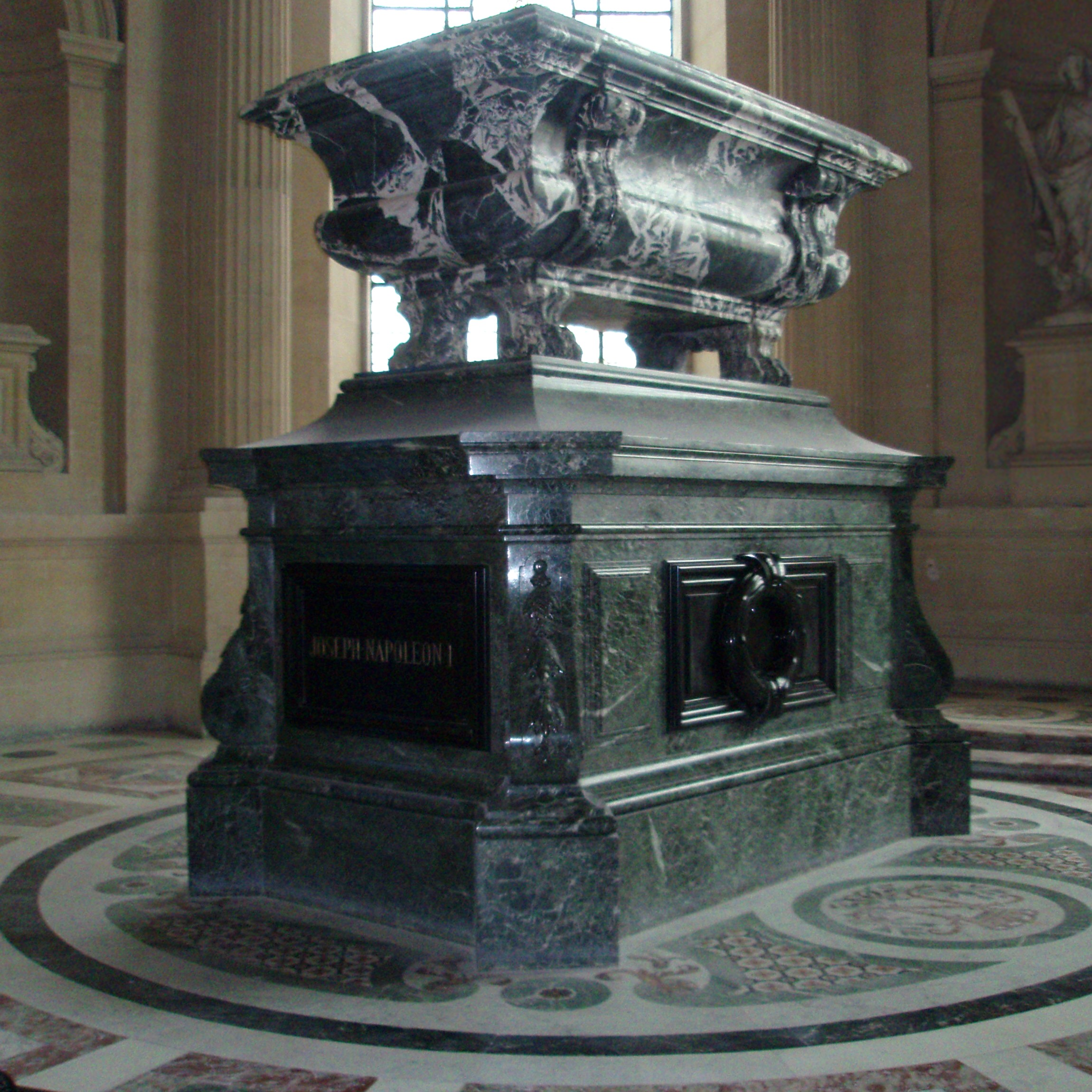
ジョゼフの廟（アンヴァリッド）